# Makara (album)
Makara je třetí a poslední album skupiny E.S. Posthumus. Obsahuje 15 skladeb a oproti předchozím nahrávkám je na tomto albu větší vliv rocku. Skladby z tohoto alba se objevily například ve filmu Avatar, Nezastavitelný, nebo Sherlock Holmes a v jeho pokračování Sherlock Holmes: Hra stínů.

## Seznam skladeb
1. Kalki – 3:05
2. Varuna – 4:17
3. Unstoppable – 3:04
4. Durga – 3:41
5. Manju – 4:18
6. Kuvera – 4:05
7. Ushas – 3:55
8. Lavanya – 3:57
9. Vishnu – 3:38
10. Indra – 4:18
11. Arise – 4:12
12. Saint Matthew Passion – 3:38
13. Krosah – 4:50
14. Anumati – 3:19
15. Moonlight Sonata – 5:30

## Lineup
- Franz Vonlichten
- Helmut Vonlichten